# Enzo Roco
Enzo Roco, né le 16 août 1992 à Santiago, est un footballeur international chilien évoluant au poste de défenseur central à Fatih Karagümrük.

## Biographie

### Les débuts au Chili
Roco reçoit sa formation footballistique à l'Universidad Católica au Chili. Avant de commencer avec l'équipe première, Roco était déjà reconnu comme une valeur prometteuse du football chilien. Il a été capitaine de la sélection chilienne U17 durant le championnat Sudamericano de la même catégorie.
Roco intègre l'effectif professionnel en 2010 à l'âge de 18 ans, ses bonnes performances durant la pré-saison et dans les matchs amicaux ont donné confiance à l'entraîneur Marco Antonio Figueroa en ses capacités. Il joue son premier match en mai 2011, contre l'Unión Española, où il est expulsé après avoir reçu son deuxième carton jaune. Il marque son premier but lors du match retour des demi-finales du tournoi d'ouverture 2011 face à l'Unión Calera. Il marque son deuxième but en Copa Sudamericana face au Deportes Iquique. En 2012, il s'impose en tant que titulaire indiscutable au sein du club chilien.

### Prêts à Elche et à l'Espanyol
Le 24 juillet 2014, la presse espagnole annonce un accord entre l'Universidad Catolica et l'Elche CF pour le prêt avec option d'achat de Roco. Il débute face au Grenade CF lors la deuxième journée de Liga.
Le 31 juillet 2015, il est encore prêté en Liga, ce coup ci à l'Espanyol de Barcelone dans le cadre d'un prêt avec option d'achat.

### Cruz Azul
Roco s'engage en juin 2016 au Cruz Azul.

### Beşiktaş
Le 27 juillet 2018, Roco signe au Beşiktaş.
Roco fait ses débuts en Süper Lig le 12 août 2018, remplaçant Tolgay Arslan lors d'un succès 2-1 contre l'Akhisar Belediyespor. Il marque son premier but le 20 septembre face au Sarpsborg 08 FF en Ligue Europa (victoire 3-1). Au mois de novembre, Roco subit une blessure qui le tient éloigné des terrains jusqu'en janvier 2019. Dès lors, il passe le reste de la saison sur le banc, ne jouant qu'une rencontre de la phase retour.

### En équipe nationale
Roco commence ses débuts avec la sélection chilienne le 15 février 2012, jouant l'intégralité du match face au Paraguay. Il marque son premier but le 22 mars contre le Pérou. 
Roco fait partie des 30 joueurs sélectionnés pour la Coupe du monde 2014 au Brésil, mais n'est pas conservé dans les 23.
Roco est toutefois retenu pour la Copa América Centenario en 2016. Il prend part à deux matchs, à chaque fois remplaçant, mais voit le Chili remporter la compétition contre l'Argentine de Lionel Messi, réalisant un doublé après son succès l'année précédente.

### Vie privée
Le 8 juillet 2014, il annonce publiquement son changement de nom "Enzo Andía" pour "Enzo Roco" en hommage à sa mère.

## Palmarès
En club
 Universidad Catolica
- Coupe du Chili (2)
  - Vainqueur : 2011 et 2013

En sélection
- Copa América (1)
  - Vainqueur : 2016

- Coupe des confédérations
  - Finaliste : 2017